# Посешть
Посешть, Посешті (рум. Posești) — комуна у повіті Прахова в Румунії. До складу комуни входять такі села (дані про населення за 2002 рік):
- Бодешть (198 осіб)
- Валя-Плопулуй (671 особа)
- Валя-Скрезій (333 особи)
- Валя-Ступіній (265 осіб)
- Мердяла (8 осіб)
- Нукшоара-де-Жос (840 осіб)
- Нукшоара-де-Сус (755 осіб)
- Посештій-Пеминтень (269 осіб) — адміністративний центр комуни
- Посештій-Унгурень (257 осіб)
- Тирлешть (684 особи)

Комуна розташована на відстані 93 км на північ від Бухареста, 38 км на північ від Плоєшті, 148 км на захід від Галаца, 59 км на південний схід від Брашова.

## Населення
За даними перепису населення 2002 року у комуні проживали 4280 осіб.
Національний склад населення комуни:
| Національність | Кількість осіб | Відсоток |
| -------------- | -------------- | -------- |
| румуни         | 4238           | 99,0%    |
| цигани         | 41             | 1,0%     |
| угорці         | 1              | < 0,1%   |

Рідною мовою назвали:
| Мова      | Кількість осіб | Відсоток |
| --------- | -------------- | -------- |
| румунська | 4240           | 99,1%    |
| циганська | 40             | 0,9%     |

Склад населення комуни за віросповіданням:
| Релігія        | Кількість осіб | Відсоток |
| -------------- | -------------- | -------- |
| православні    | 3966           | 92,7%    |
| адвентисти     | 278            | 6,5%     |
| не релігійні   | 13             | 0,3%     |
| баптисти       | 9              | 0,2%     |
| п'ятдесятники  | 7              | 0,2%     |
| греко-католики | 4              | 0,1%     |
| атеїсти        | 2              | < 0,1%   |
| реформати      | 1              | < 0,1%   |

## Зовнішні посилання
- Дані про комуну Посешть на сайті Ghidul Primăriilor